# Nervcell

Schematisk bild av ett neuron i perifera nervsystemet
1. Korniga endoplasmatiska nätverket 2. Polyribosomer 3. Ribosomer 4. Golgiapparaten 5. Cellkärna 6. Nukleol 7. Cellmembran 8. Mikrotubuli 9. Mitokondrie 10. Glatta endoplasmatiska nätverket 11. Axonkägla 12. Cellkärna (Schwanncell) 13. Synaps (axosomatisk) 14. Synapser (axodendritiska) 15. Dendriter 16. Axon 17. Neurotransmittor 18. Receptor 19. Synaps 20. Cellskelett 21. Myelinskida (Schwanncell) 22. Ranviernod 23. Axonterminal 24. Synapsvesikel 25. Synaps (axoaxonisk) 26. Synapsspalt

En nervcell eller neuron är en elektrokemisk celltyp i nervsystemet som är ansvarig för mottagandet och överförandet av nervimpulser. Den kan betraktas som nervsystemets mest grundläggande enhet, även om neuronen inte är den enda celltyp som finns i nervsystemet. Antalet neuroner i hjärnan beräknas uppgå till ungefär 100 miljarder.
Det finns ett stort antal olika neuroner som skiljer sig till utseende och funktion beroende på var i nervsystemet de finns. De brukar delas upp i sensoriska neuroner, interneuroner och motorneuroner.

## Cellstruktur

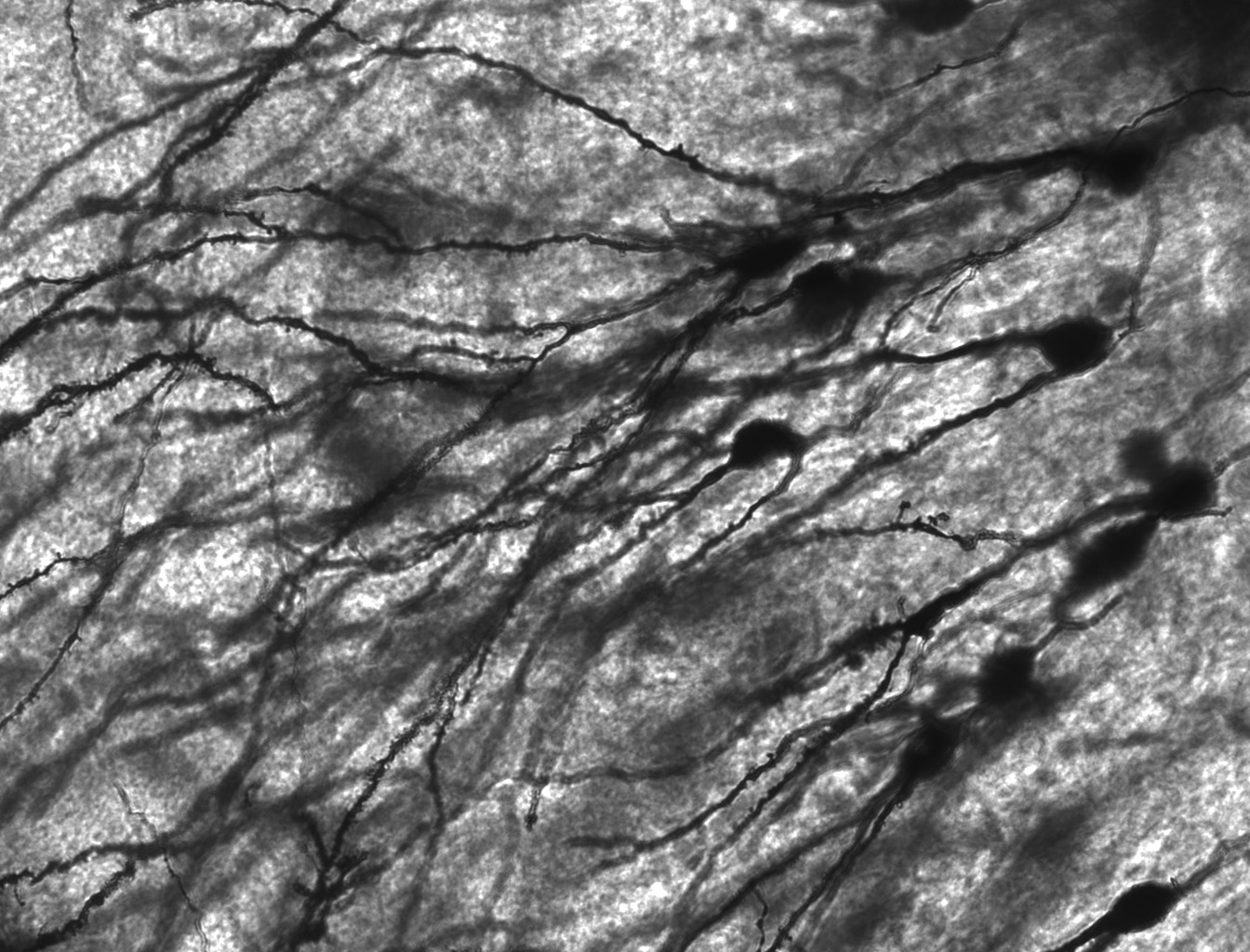
Golgi-färgade neuron i hippocampus

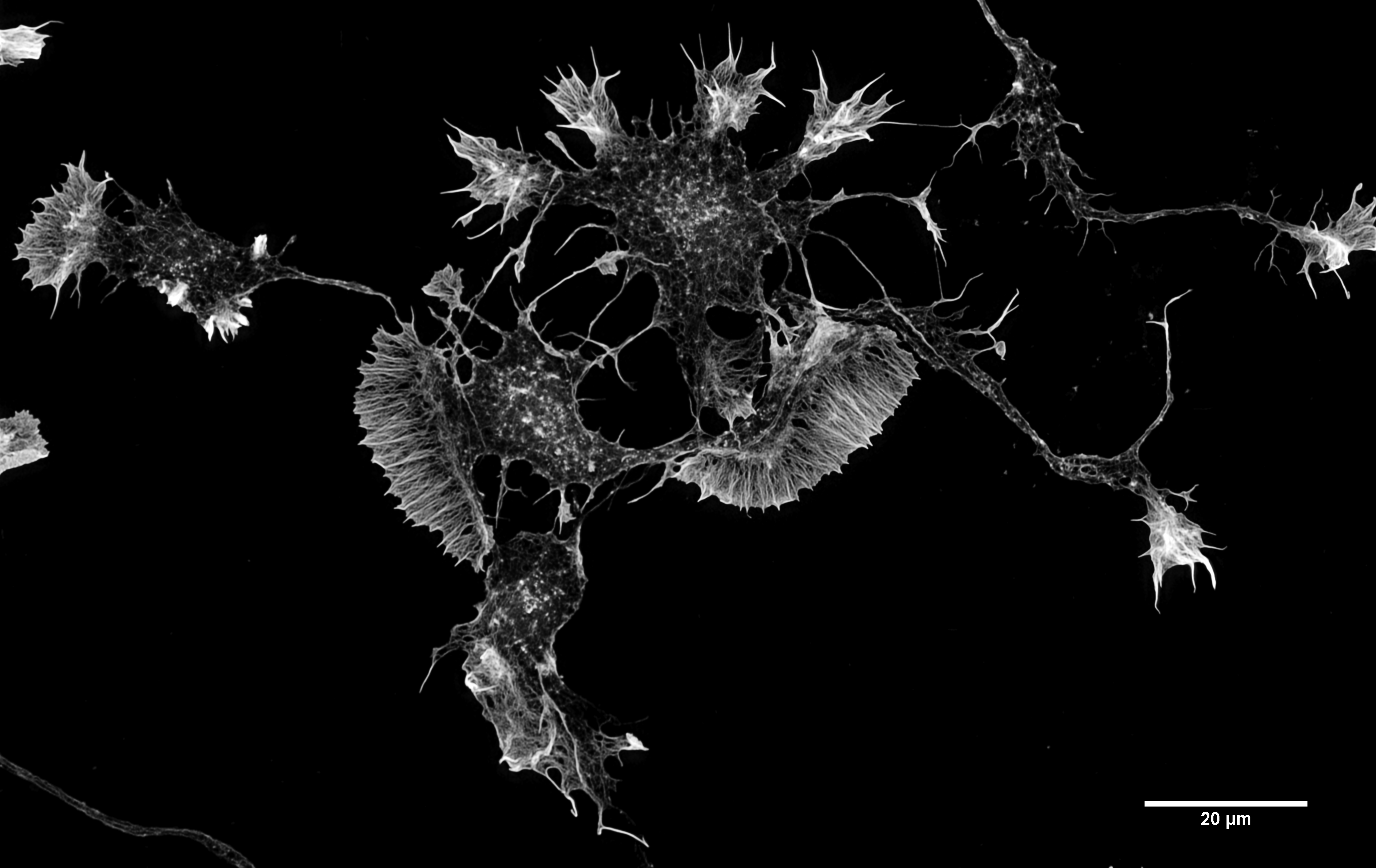
Aktin-fibrer i odlade nervceller från cortex på en mus

Nervceller har en eller flera dendriter som tar emot nervsignaler, ett axon som skickar ut nervsignaler och en cellkärna som finns inuti en cellkropp. Utöver cellkärnan finns i cellkroppen de strukturer som är vanliga i eukaryotiska celler, som endoplasmatiskt retikulum och golgiapparat. 
När ett neurons cellkropp färgas med en färg som dras till sura ämnen syns ett flertal mikroskopiska klumpar, så kallade Nissl-kroppar. De består huvudsakligen av endoplasmatiskt retikulum och ribosomer. Namnet kommer från den tyske psykiatern Franz Nissl (1860–1919). Nissl-kropparna spelar en viktig roll i proteinsyntesen och att de är ett så framträdande inslag i nervceller förklaras av att de är så metaboliskt aktiva. 

## Egenskaper
- Bipolära neuroner finns exempelvis i ögats näthinna och är sensoriska neuroner.
- Somatosensoriska neuroner finns i hud och muskler och är sensoriska neuroner.
- Associationsceller finns i talamus.
- Pyramidalceller finns i cortex.
- Purkinjeceller finns i cerebellum.
- Motorneuroner finns i ryggmärgen.

En bunt axoner från flera nervceller bildar en nerv. Nervsignalen består av en elektrokemisk impuls som fortplantar sig genom nervcellerna genom aktionspotentialer. När en aktionspotential anländer till den bortre änden av axonen (presynaptisk terminal), överförs signalen på kemisk väg genom att neurotransmittorer frisläpps. Dessa neurotransmittorer binder till receptorer på dendriten och ger eventuellt upphov till en aktionspotential i nästa neuron. På detta sätt sker informationsbearbetningen i hjärnan och ger upphov till det komplexa beteende som människor och andra djur uppvisar.